# Alexandre Praetzel
Alexandre Praetzel (Anta Gorda, 1970) é um jornalista esportivo brasileiro.
Atualmente, além de colunista do site Yahoo!, é comentarista do Grupo Bandeirantes, atuando tanto na Rádio como na TV. Também possui seu canal no YouTube, chamado "Praetzel FC".
Já cobriu três Copas do Mundo, duas Olimpíadas, Mundial de Clubes e Copa América. Transmitiu mais de mil jogos, envolvendo Campeonatos Brasileiros, Copa do Brasil, Estaduais, Regionais, Eliminatórias Sul-Americanas, Liga dos Campeões da Europa, Libertadores da América e outras modalidades.

## Carreira
Praetzel formou-se em Jornalismo pela Pontifícia Universidade Católica do Rio Grande do Sul (PUC – RS) em 1992.
Começou sua carreia como estagiário na Rádio Gaúcha, em 1993.
Em 2001, foi contratado pelo Grupo Bandeirantes de Comunicação. Inicialmente trabalhou na Radio Bandeirantes, de Porto Alegre, onde apresentou o Band Esporte Show em 2002 e participou das coberturas da Copa do Mundo e o Mundial de Clubes da FIFA de 2006. Em 2007, transferiu-se para a Rádio Bandeirantes de São Paulo, onde foi integrante do programa Esporte em Debate. Em 2015, foi demitido pela rádio, mas continuou no Grupo Bandeirantes de Comunicação, participando dos programas televisivos Baita Amigos e Os Donos da Bola.
Em 2013, passa a coordenar o curso de Pós-Graduação em Jornalismo Esportivo pelo IPOG.
No mesmo ano que foi demitido da Rádio Bandeirantes, ele foi contratado da Rádio Capital AM de São Paulo. Mas, uma semana depois, ele foi para a 105 FM, da qual também saiu pouco tempo depois.
Entre setembro de 2016 e julho de 2018 foi colunista do portal UOL.
Em janeiro de 2017, foi contratado pelos canais Esporte Interativo para integrar a equipe do programa + 90, além de comentar em jogos e outros programas da casa. Em novembro, ele anunciou seu retorno a Rádio Capital, da qual saiu em julho de 2018, por causa do fim das transmissões esportivas da emissora.
Em setembro de 2020, foi anunciado seu retorno a Rádio Bandeirantes. Em 2023, ele deixou a TNT Sports, após mais de 6 anos (quando este ainda era Esporte Interativo) e passou a ficar exclusivo do Grupo Bandeirantes, onde além da Rádio, passou a comentar nas transmissões da Rede Bandeirantes. 

### Vida pessoal
Em dia 28 de dezembro de 1978, quando tinha 8 anos, Alexandre foi atropelado por uma moto, guiada por um jovem de 15 anos. A batida o jogou longe, o deixou desacordado e destruiu o lado direito de seu rosto, a partir do nariz. Também teve fratura exposta no braço direito, mas não tive nenhum dano neurológico.

## Prêmios e Indicações
| Ano  | Prêmio                                                                     | Categoria             | Resultado | Ref.          |
| ---- | -------------------------------------------------------------------------- | --------------------- | --------- | ------------- |
| 2012 | Troféu ACEESP (Associação dos Cronistas Esportivos do Estado de São Paulo) | Repórter de Rádio     | 2o Lugar  | [ 11 ] [ 12 ] |
| 2013 | Troféu ACEESP (Associação dos Cronistas Esportivos do Estado de São Paulo) | Repórter de Rádio     | Venceu    | [ 13 ]        |
| 2014 | Troféu ACEESP (Associação dos Cronistas Esportivos do Estado de São Paulo) | Repórter de Rádio     | Indicado  | [ 14 ]        |
| 2014 | Troféu ACEESP (Associação dos Cronistas Esportivos do Estado de São Paulo) | Apresentador de Rádio | Indicado  | [ 14 ]        |